# Anna Havranová
Anna Havranová, rozená Anna Ťuchová (* 7. dubna 1922 Siněvirská Poljana), byla vězeňkyní Gulagu a příslušnicí 1. československého armádního sboru.

## Život
Narodila se dne  7. dubna 1922 v obci Siněvirská Poljana, která byla tehdy součástí Československa. Po maďarské okupaci Karpatské Ukrajiny se v roce 1939 spolu s dalšími  skoro čtyřiceti mladými lidmi, včetně své sestry a sestřenice, rozhodla pro útěk do Polska, kde chtěla vstoupit do vznikající československé legie. Její matka byla potom maďarskými okupanty půl roku vězněna. Skupinu, do které patřila též Anna Ťuchová, zajali vojáci sovětská Rudé armády, která se společně s Wehrmachtem a slovenskou armádou podílela na invazi do Polska.
Anna Ťuchová byla přes Brjazu a Ludvikovku transportována do sběrného tábora ve Skoljavě, kde pak pracovala v kamenolomu. Ze Skoljavy byla začátkem roku 1940 transportována do věznice v Dněpropetrovsku,  tam byla (po několikaměsíčním  pobytu v dněpropetrovském vězení) dne  2. července 1940 odsouzena k pěti letům nuceného  pobytu v pracovním táboře.  Následovalo dvouměsíční věznění v Charkově a mnohatýdenní cesta do pracovního tábora.
Dne 21. června 1943 byla na vlastní žádost přijata do 1. československé samostatné brigády, která byla základem pro později vytvořený 1. československý armádní sbor. Nejdříve byla zařazena k protiletadlovému dělostřelectvu, udělala si zdravotnický kurz a bitvy o Kyjev se již zúčastnila jako zdravotnice. Při bitvě o Bílou Cerekev, která byl jednou z bitev v rámci  Žytomyrsko-berdyčevské operace, ošetřila na bojišti 42 raněných.  Zúčastnila se osvobozování Československa.
Po válce provozovala s manželem, který byl též vojákem  1. československého armádního sboru, hotel v Žatci. Po znárodnění hotelu pracovali oba manželé v pohostinství v Ústí nad Labem a v Teplicích.